# Chico Buarque
Chico Buarque, volledige naam: Francisco Buarque de Hollanda (Rio de Janeiro, 19 juni 1944) is een Braziliaanse zanger, componist, dichter, acteur, toneelschrijver en schrijver.
Hij is een bijzonder gerespecteerd componist in zijn land, het beste bekend om zijn muziek, die vaak op de sociale, economische en culturele werkelijkheid van Brazilië commentaar geeft. Zijn liederen worden zeer vaak gecoverd door andere artiesten. Hij is het soort muzikant van wie elke Braziliaan van elke generatie wel liedjes (her)kent.
Wereldberoemd is zijn (carnavalesk) doorbraaknummer A banda.

## Biografie
Chico komt uit een zowel intellectuele als bevoorrechte familieachtergrond. Zijn vader Sérgio Buarque de Hollanda was een bekende historicus en socioloog. Zijn oom Aurélio Buarque de Holanda was lexicograaf en hij heeft Portugese woordenboeken uitgegeven. Chico was een hard studerend kind met een grote interesse in muziek en schrijven. Hij was erg geïmponeerd door bossanova en specifiek door het werk van João Gilberto.
Chico maakte zijn debuut als musicus en componist in 1964. Hij bouwt snel een reputatie op bij muziekfestivals en televisieprogramma's. Het naar zijn naam vernoemd debuutalbum gaf een voorproefje van het werk dat nog zou volgen. Het bevatte samba's gekenmerkt door vindingrijke woordspelingen en subtiliteit van nostalgische tragedie. Chico Buarque is ook beroemd met het spelen op het Portugese communistische festival Avante!.
Hij werkte samen met Antonio Carlos Jobim, Vinicius de Moraes, Nara Leão, Edu Lobo, Milton Nascimento, Maria Bethânia en andere groten van de Braziliaanse muziekcultuur.
Chico's stijgende politieke activiteit tegen de Braziliaanse militaire dictatuur leidde tot zijn arrestatie in 1968 en uiteindelijk tot zelf-ballingschap in Italië in 1969 (het legde de basis voor zijn succes in Italië en vooraanstaande Italiaanse artiesten namen zijn nummers op, o.a. Mina, Mia Martini en Ornella Vanoni). Andere belangrijke musici als Caetano Veloso en Gilberto Gil deden hetzelfde (maar gingen naar Londen). Chico keerde naar Brazilië terug in 1970. Hij maakte gebruik van zijn bekendheid en vaardigheden als liedjesschrijver om tegen de dictatuur te protesteren. Hij schreef het licht-versluierd protestlied Apesar de Você (Ondanks U) dat door de militaire censuur wordt toegestaan. Dit lied wordt het volkslied van de democratiebeweging. Nadat er meer dan 100.000 exemplaren verkocht waren, werd het lied uiteindelijk verboden en alle exemplaren worden uit de winkels verwijderd. Chico bleef oppositie voeren, ondanks de censuur. Dit leidde tot liedjes zoals Samba de Orly (1970), Construção (1971), Acorda Amor (Word wakker, lieveling) (1974), en Vai Passar (Het zal overgaan) (1983).
Tijdens jaren 70 en de jaren 80 werkte Chico samen met filmmakers, toneelschrijvers en musici in de verdere protesten tegen de dictatuur.

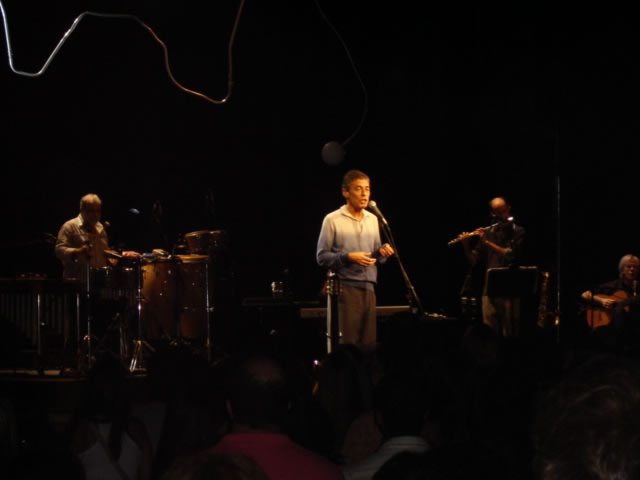
Chico Buarque, show in de Canecão, Rio de Janeiro, 2007

Zijn boeken krijgen vaak zeer goede kritieken, drie van zijn boeken, Estorvo (1992) (beste roman), Budapeste (2004) en Leite Derramado (2010) (beide fictie-boek van het jaar) werden bekroond bij de Prêmio Jabuti, een prestigieuze Braziliaanse literatuurprijs. In 2019 werd de internationale Camõesprijs aan hem toegekend, de belangrijkste literaire onderscheiding binnen het Portugese taalgebied voor een auteur.

## Wetenswaardigheden
- Chico is gek op voetbal. Hij speelt regelmatig en "bezit" een amateurteam genaamd "Polytheama"
- Chico is de broer van zangeres Miúcha en oom van haar dochter, zangeres Bebel Gilberto
- Zoals zijn achternaam doet vermoeden, stamt Chico Buarque af van Nederlandse voorouders, namelijk kapitein Gaspar Nieuhoff van der Ley
- De Portugese zanger António Zambujo nam in 2017 een album op met songs van Chico Buarque. Chico Buarque zong mee op dit album, net als Roberta Sá en Carminho.

## Discografie
1966
- Chico Buarque de Hollanda - vol.1
- Chico Buarque de Hollanda
- Morte e Vida Severina

1967
- Chico Buarque de Hollanda - vol.2

1968
- Chico Buarque de Hollanda - vol.3
- Chico Buarque de Hollanda – compacto

1969
- Umas e outras - compacto
- Chico Buarque de Hollanda – compacto
- Chico Buarque na Itália

1970
- Apesar de você
- Per un pugno di samba
- Chico Buarque de Hollanda - vol.4

1971
- Construção

1972
- Quando o carnaval chegar
- Caetano e Chico juntos e ao vivo

1973
- Chico canta

1974
- Sinal fechado

1975
- Chico Buarque & Maria Bethânia ao vivo

1976
- Meus caros amigos

1977
- Cio da Terra compacto
- Os saltimbancos
- Gota d'água

1978
- Chico Buarque (Samambaia)

1979
- Ópera do Malandro

1980
- Vida
- Show 1º de Maio compacto

1981
- Almanaque
- Saltimbancos trapalhões

1982
- Chico Buarque en espanhol

1983
- Para viver um grande amor
- O grande circo místico

1984
- Chico Buarque (Vermelho)

1985
- O Corsário do rei
- Ópera do malandro
- Malandro

1986
- Melhores momentos de Chico & Caetano

1987
- Francisco

1988
- Dança da meia-lua

1989
- Chico Buarque

1990
- Chico Buarque ao vivo Paris Le Zenith

1993
- Paratodos

1995
- Uma palavra

1997
- Terra

1998
- As cidades
- Chico Buarque da Mangueira

1999
- Chico ao Vivo

2001
- Chico e as cidades (DVD)
- Cambaio

2002
- Chico Buarque – Duetos

2003
- Chico ou o país da delicadeza perdida (DVD), geregisseerd door Roberto Oliveira

2005
- Meu Caro Amigo (DVD), geregisseerd door Roberto Oliveira
- A Flor da Pele (DVD), geregisseerd door Roberto Oliveira
- Vai passar (DVD), geregisseerd door Roberto Oliveira
- Anos Dourados (DVD), geregisseerd door Roberto Oliveira
- Estação Derradeira (DVD), geregisseerd door Roberto Oliveira
- Bastidores (DVD), geregisseerd door Roberto Oliveira

2006
- O Futebol (DVD), geregisseerd door Roberto Oliveira
- Romance (DVD), geregisseerd door Roberto Oliveira
- Uma Palavra (DVD), geregisseerd door Roberto Oliveira
- Carioca (CD + DVD met de documentaire "Desconstrução"), geregisseerd door Bruno Natal)

## Films
- 1972 - Quando o carnaval chegar (Mede-scenarist)
- 1983 - Para viver um grande amor (Mede-scenarist)
- 1985 - Ópera do Malandro
- 2000 - Estorvo (Film gebaseerd op zijn toneel scenario)
- 2003 - Benjamin (Film gebaseerd op zijn boek)

## Toneel
- 1967-1968 - Roda Viva
- 1973 - Calabar (mede-scenarist samen met Ruy Guerra)
- 1975 - Gota d'água
- 1978 - Ópera do Malandro (Gebaseerd op John Gays The Beggar's Opera en Bertolt Brechts Driestuiversopera)

## Boeken
- 1966 - A Banda (Liedteksten)
- 1974 - Fazenda Modelo
- 1979 - Chapeuzinho Amarelo (Kinderboek)
- 1981 - À Bordo do Rui Barbosa
- 1991 - Estorvo
- 1995 - Benjamin
- 2003 - Budapeste
- 2012 - Herinneringen aan Rio (uitgeverij Meulenhof ISBN 9789029088299), originele titel: Leite derramado 2009